# Замбија на Светском првенству у атлетици у дворани 2018.
Замбија је учествовала на 17. Светском првенству у атлетици у дворани 2018. одржаном у Бирмингему од 1. до 4. марта. Репрезентацију Замбије на њеном четрнаестом учествовању на светским првенствима у дворани представљао 1 атлетичар који се такмичио у трци на 60 метара.,
На овом првенству такмичар Замбије није освојио ниједну медаљу нити је оборен неки рекорд.

## Учесници
Мушкарци:
- Сидни Сиамe — 60 м

## Резултати

### Мушкарци
| Атлетичар   | Дисциплина | Лични рекорд | Квалификације | Квалификације | Полуфинале       | Полуфинале       | Финале           | Финале       | Детаљи |
| Атлетичар   | Дисциплина | Лични рекорд | Резултат      | Место         | Резултат         | Место            | Резултат         | Место        | Детаљи |
| ----------- | ---------- | ------------ | ------------- | ------------- | ---------------- | ---------------- | ---------------- | ------------ | ------ |
| Сидни Сиамe | 60 м       | 6,85         | 6,88(.874)    | 5. у гр. 3    | Није се пласирао | Није се пласирао | Није се пласирао | 32 / 49 (52) |        |